# Het Yacoubian
 Het Yacoubian  is een roman van de Egyptisch schrijver Alaa Al Aswani. Het boek werd in 2006 verfilmd als The Yacoubian Building.
Het Yacoubian verscheen in 2002 in het Arabisch en in 2007 in het Nederlands. Het verhaal speelt zich af aan de vooravond van de eerste Golfoorlog in het centrum van Caïro, waar het Yacoubian-gebouw zich nog altijd bevindt. Het gebouw wordt in de roman opgevoerd als metafoor voor het hedendaagse Egypte.
Het Yacoubian was de bestverkochte Arabische roman van 2002 en 2003, dit ondanks de hevige kritieken die erover geschreven werden. Al Aswani probeert met zijn boeken verscheidene (Arabische) taboes te doorbreken, zoals homoseksualiteit, emancipatie van vrouwen en het gebruik van drugs en alcohol.
Het Yacoubian werd vertaald door Jan Jaap de Ruiter, die ook tekende voor de vertaling van de tweede grote roman van Alaa Al Aswani, getiteld Chicago. Beide werken verschenen bij uitgeverij Mouria te Amsterdam.